# Sead Hakšabanović
Sead Hakšabanović (montenegrinisch-kyrillisch Сеад Хакшабановић; * 4. Mai 1999 in Hyltebruk, Schweden) ist ein montenegrinisch-schwedischer Fußballspieler. Der Offensivspieler war in seiner bisherigen Karriere in Schweden, England, Spanien, Russland und Schottland aktiv. Nachdem er verschiedene Juniorenauswahlmannschaften des Svenska Fotbollförbundet durchlaufen hatte, debütierte er 2017 in der montenegrinischen A-Nationalmannschaft.

## Karriere

### Verein
Der in Schweden geborene und aufgewachsene Hakšabanović spielte in der Jugend für Halmstads BK, im April 2015 debütierte er bei der 0:3-Heimniederlage gegen IFK Norrköping als Einwechselspieler für Junes Barny für die Wettkampfmannschaft in der Allsvenskan. Gegen Ende der Spielzeit 2015 etablierte er sich im Kader und kam regelmäßig zum Einsatz. Nach dem Abstieg des Klubs in die Superettan war er in der zweiten Liga Stammspieler und bestritt alle 30 Saisonspiele, mit acht Saisontoren war er maßgeblich am direkten Wiederaufstieg beteiligt. Im Dezember 2016 verlängerte der Spieler, der mit verschiedenen europäischen Klubs in Verbindung gebracht worden war, seinen Vertrag bis 2019. Nach einem halben Jahr in der Allsvenskan verabschiedete er sich mit einem Tor beim 6:1-Erfolg über Jönköpings Södra IF im August 2017 nach weiteren 18 Erstligapartien und insgesamt vier -toren vom Klub. Anschließend unterzeichnete er beim englischen Klub West Ham United einen Fünf-Jahres-Vertrag. Für den Klub stand er vornehmlich in der U23-Mannschaft auf dem Platz und kam in seinem ersten Jahr jeweils in einem Spiel im EFL Cup und dem FA Cup für die Wettkampfmannschaft zum Einsatz, ein Ligaspieleinsatz in der Premier League blieb ihm verwehrt. Im August 2018 verlieh ihn der Klub für eine Spielzeit an den spanischen Verein FC Málaga in die Segunda División. Dort kam er bis zum Jahresende nur zu zwei Kurzeinsätzen als Einwechselspieler, daraufhin wurde die Leihe vorzeitig beendet.
Im Januar 2019 verlieh West Ham United Hakšabanović zurück nach Schweden, bei IFK Norrköping unterzeichnete er einen bis zum Sommer 2020 gültigen Leihvertrag. Mit sechs Toren in 29 Spiele trug er zum fünften Tabellenplatz in der Spielzeit 2019 bei, war dabei aber unter Trainer Jens Gustafsson nicht dauerhaft Stammspieler. Kurz vor Beginn der folgenden Spielzeit, deren Beginn wegen der globalen COVID-19-Pandemie auf Mitte Juni 2020 verschoben wurde, verkaufte West Ham United ihn an IFK Norrköping. Dort spielte er zwei Jahre und ging dann zu Rubin Kasan nach Russland. Im März 2022 wurde er von dort an Djurgårdens IF verliehen.
Im August 2022 wechselte Hakšabanović mit einem Fünfjahresvertrag nach Schottland zu Celtic Glasgow, nachdem dieser eine Ablösesumme an Rubin Kasan bezahlt hatte. Am 1. September 2023 wechselte Hakšabanović als Leihspieler zum englischen Zweitligisten Stoke City für die Saison 2023/24. Nach seiner Leihe nach England wechselte Hakšabanović nach Schweden zu Malmö FF. Verletzungsbedingt bestritt er dort bis zum Saisonende am Ende des Jahres, an dem er mit der Mannschaft die schwedische Meisterschaft gewinnen konnte, jedoch nur drei Ligaspiele. 

### Nationalmannschaft
Hakšabanović debütierte im August 2014 für die schwedische U-15-Nationalauswahl, als diese 1:1-Unentschieden gegen Finnland spielte. Anschließend durchlief er die  U-16- sowie die U-17-Auswahlmannschaft, mit der er sich für die U-17-Europameisterschaft 2016 qualifizierte. Für die im Mai stattfindende Endrunde erhielt er ebenso wie Alexander Isak vom Ligakonkurrenten AIK keine Freigabe seines Vereins. Im Herbst des Jahres debütierte er für die U-19-Juniorennationalelf, für die er bis Anfang 2017 fünf Spiele bestritt.
Im Sommer 2017 entschied sich Hakšabanović, für die montenegrinische A-Nationalmannschaft aufzulaufen. Er debütierte am 10. Juni des Jahres beim 4:1-Erfolg über Armenien im Rahmen der Qualifikation für die Weltmeisterschaft 2018 für die Auswahlmannschaft. Als Gruppendritter hinter Polen und Dänemark verpasste er mit der Nationalelf die Endrundenqualifikation. Während er als Gruppenletzter die Qualifikation zur Europameisterschaft 2021 verpasst hatte – dabei stand er bei der historischen 0:7-Niederlage gegen England am 14. November 2019 auf dem Platz –  gewann er mit der Nationalmannschaft die Gruppe C1 in der UEFA Nations League 2020/21 und schaffte damit den Aufstieg.
Für seinen Wechsel zum montenegrinischen Verband machte Hakšabanović insbesondere Dejan Savićević verantwortlich, der als seinerzeitiger Verbandsfunktionär sich regelmäßig bei ihm meldete, während der schwedische Verband nur unregelmäßig den Kontakt gesucht habe.

## Erfolge
mit Celtic Glasgow
- Schottischer Meister: 2023, 2024
- Schottischer Pokalsieger: 2023
- Schottischer Ligapokal: 2023

mit Malmö FF
- Schwedischer Meister: 2024